# Filterbubbla

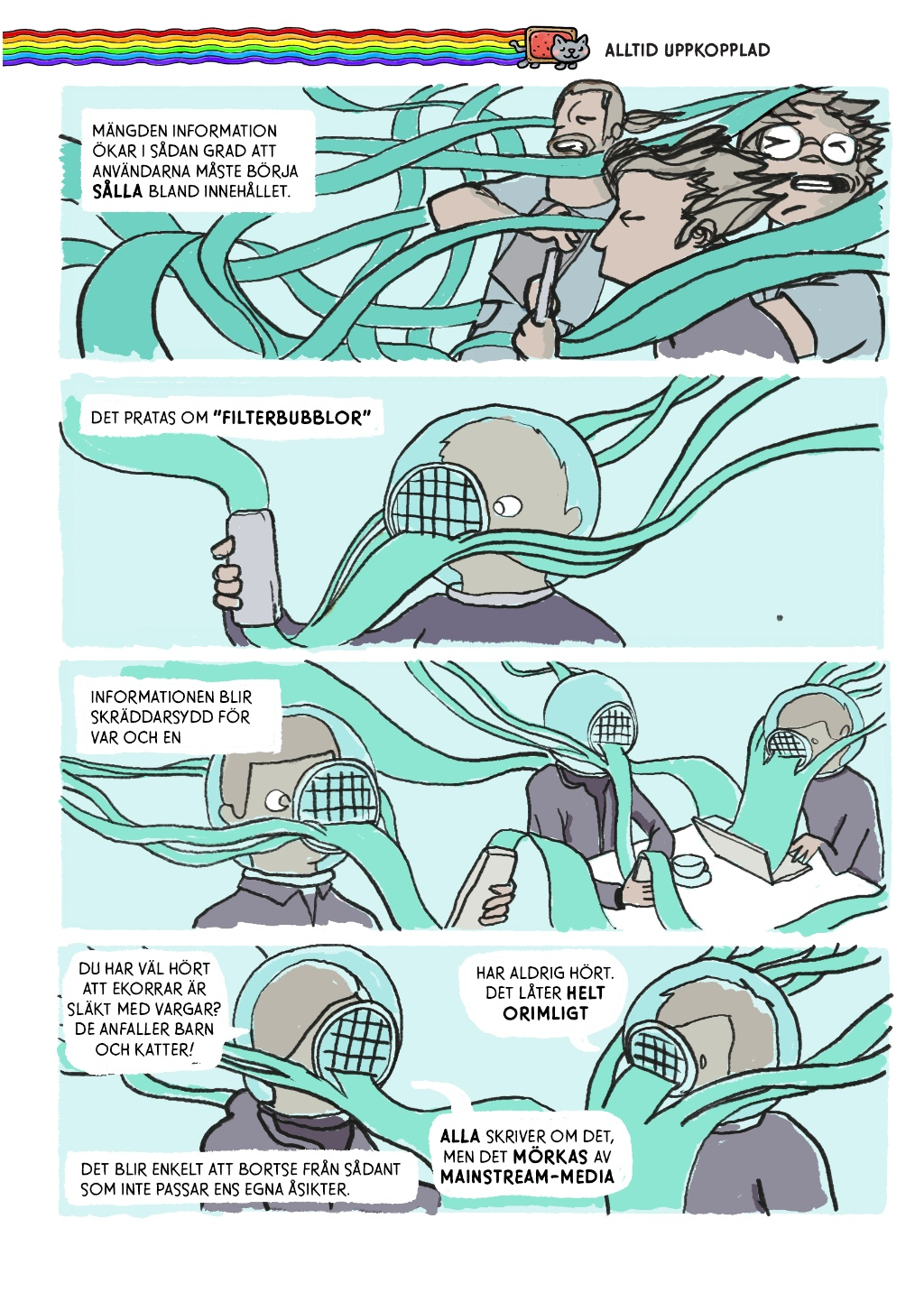
Filterbubbla illustrerad i Berättelsen om internet.

En filterbubbla är ett påstått fenomen som skulle uppstå till följd av personligt anpassade resultat av sökningar efter information, till exempel då en användare använder en sökmotor på Internet eller delar och gillar saker på ett socialt medium. Olika algoritmer filtrerar och sorterar då automatiskt träfflistan och förslag på internetinnehåll beroende på uppgifter om användaren såsom vad denna har sökt, klickat på och gillat tidigare eller var personen befinner sig. En konsekvens skulle vara att användare inte tar del av information som motsäger deras verklighetsuppfattning och isoleras intellektuellt i kulturella eller ideologiska bubblor, vilket förstärker den konfirmeringsbias människor har även utan automatiska filter. Exempel som brukar diskuteras är Googles personanpassade sökfunktion, användares personliga nyhetsflöde på Facebook och rekommenderade videoklipp på Youtube. Vilka nyheter individen möts av påverkas även av vilka vänner personen har i sin kontaktlista på sociala nätverk och vad dessa delar och gillar, samt vilka nyhetsplatser, bloggar och forum användaren läser regelbundet. 
Enligt forskningen är det vetenskapliga stödet för förekomsten av filterbubblor svagt.

## Etymologi
Termen "Filter Bubble" myntades av Eli Pariser cirka 2010, och diskuterades i hans bok The Filter Bubble: What the Internet Is Hiding from You utgiven 2011.

## Kritik och kommentarer
I sin bok lyfte Pariser ett exempel där en användare sökte på Google efter "BP" och fick investeringsnyheter om energibolaget BP medan en annan användare fick information om oljeutsläppet i Mexikanska golfen 2010 och att de båda resultatsidorna var synnerligen olika. Enligt Pariser kan effekten av filterbubblor påverka diskursen negativt, medan andra menar att effekten är minimal. Han har därför uppmanat internetjättarna att ta ansvar för att ändra sina algoritmer så att de också visar nyheter som ger uttryck för andra perspektiv och viktiga nyheter.
Jesper Strömbäck kommenterade 2015 att det allvarliga var inte att människor hade olika åsikter, men att de hade väldigt olika verklighetsuppfattningar eftersom det gör det svårt att mötas i en diskussion då en sådan blir meningslös om man inte kan vara överens om fakta. Han menade att det lamslår den demokratiska debatten och ökar polariseringen.
Per Grankvist har påpekat att filterbubblorna inte är något nytt, utan att vi alltid förstått världen inifrån olika bubblor som definierats av vilka vi umgås med, vilka tidningar vi läser och vilka medier vi följer. Han kallar Parisers önskan om att få "viktiga" nyheter naiv, eftersom den i grund och botten bara handlar om att ersätta en filterbubbla med en annan, och att det i realiteten vore mycket svårt att enas om vilka nyheter som är viktiga och vilka som är oviktiga. I sin essä "En värld av filterbubblor" ifrågasätter Grankvist även uppgifterna om att Google fortfarande skräddarsyr sökresultaten efter användaren, efter att ha undersökt hur Googles nuvarande algoritmer fungerar.
Medieforskaren Peter Dahlgren vid Göteborgs universitet menar att betydelsen av filterbubblor i dagsläget (2016) är överskattat. Enligt Dahlgren är forskningen tydlig: Vi väljer den information som bekräftar det vi redan tror, men vi undviker inte den information som går emot vår övertygelse. Forskningen stödjer inte teorin om att filterbubblor styr opinionen. Annika Bergström,  medieforskare och undersökningsledare vid SOM-institutet vid Göteborgs universitet, instämmer i en artikel i Forskning och Framsteg att forskningen visar att det saknas grund för påstående om filterbubblor.

## Alternativ
Vissa sökmotorer, till exempel DuckDuckGo och Ixquick, säger att de undviker att skapa filterbubblor. Ett annat sätt att undvika filterbubblan är att använda Ixquicks tjänst "Startpage.com" som utför en sökning på Google och sammanställer resultatet till användaren utan att dennes uppgifter skickas till Google.